# Dimethyl-malonát
Dimethyl-malonát (systematický název dimethyl-propandioát) je diester kyseliny malonové; lze jej vyrobit reakcí dimethoxymethanu s oxidem uhelnatým.
{\displaystyle \mathrm {H_{2}C(OCH_{3})_{2}+2\ CO\longrightarrow CH_{2}(CO_{2}CH_{3})_{2}} }
Často se používá jako reaktant v organické syntéze, například k výrobě kyseliny barbiturové. Z této látky se rovněž připravují estery kyseliny malonové.
Dimethyl-malonát se velmi často používá jako výchozí surovina na výrobu jasmonátů následně sloužících jako složky vůní a parfémů; například methyldihydrojasmonát se syntetizuje reakcí cyklopentanonu, pentanalu a dimethyl-malonátu.